# محمد كندي (ماكو)
محمد كندي هي قرية في مقاطعة ماكو، إيران. يقدر عدد سكانها بـ 249 نسمة بحسب إحصاء 2016.